# Psyra moderata
Psyra moderata là một loài bướm đêm trong họ Geometridae.